# Eragrostis moggii
Eragrostis moggii là một loài thực vật có hoa trong họ Hòa thảo. Loài này được De Winter mô tả khoa học đầu tiên năm 1966.